# Brunswick, North Carolina
Brunswick är en kommun (town) i Columbus County i North Carolina. Vid 2010 års folkräkning hade Brunswick 1 119 invånare.